# Deinopis rodophthalma
Deinopis rodophthalma là một loài nhện trong họ Deinopidae.
Loài này thuộc chi Deinopis. Deinopis rodophthalma được miêu tả năm 1939 bởi Cândido Firmino de Mello-Leitão.